# Осипов, Анатолий Николаевич
Анатолий Николаевич Осипов (род. 3 марта 1950 года) — советский и российский биофизик, член-корреспондент РАН (2019).

## Биография
Родился 3 марта 1950 года.
В 1973 году — окончил отделение биофизики 2-го МОЛГМИ имени Пирогова (РНИМУ).
В 1983 году — защитил кандидатскую, в 1999 году — докторскую диссертацию.
В 2001 году — присвоено учёное звание профессора.
Заведующий кафедрой общей и медицинской биофизики МБФ РНИМУ имени Н. И. Пирогова, заведующий отделом медицинской биофизики НИИ трансляционной медицины РНИМУ имени Н. И. Пирогова (читает цикл лекций по биофизике патологических состояний, радиоспектроскопии и общей биофизике).
В 2019 году — избран членом-корреспондентом РАН.

## Научная деятельность
Специалист в области медицинской биофизики.
Автор более 160 научных работ.
Под его руководством защищены одна докторская и 6 кандидатских диссертаций.